# Лённберг, Эйнар
Эйнар Лённберг (швед. Einar Lönnberg; 24 декабря 1865, Стокгольм — 21 ноября 1942, Стокгольм) — шведский зоолог и сторонник охраны природы.

## Жизнь
Под влиянием своего отца, который был членом шведского парламента и доктором по ботанике, в Эйнаре уже рано пробудился интерес к флоре и фауне. После окончания учёбы в университете Уппсалы он получает в 1887 году бакалавра of Arts, а в 1890 году магистра of Arts. В 1891 году он получил учёную степень доктора философии. С 1891 по 1903 годы он работал инспектором в рыболовной службе. Между 1892 и 1893 годом он объездил Флориду. В 1899 году он участвовал в экспедиции к Каспийскому морю. После короткого сотрудничества с музеем города Гётеборга он возглавил в 1904 году отделение позвоночных животных в Национальном музее естественной истории Стокгольма, которым руководил до своего выхода на пенсию в 1933 году. В 1904 году он основал биологический журнал «Fauna och Flora» и был его издателем до своей смерти в 1942 году. В 1905 году он стал членом Шведской королевской академии наук. Между 1910 и 1911 годом он предпринял поездку в Восточную Африку. Впоследствии он изучал герпетологический и ихтиологический материал, который привезли с собой шведские экспедиции из Новой Гвинеи, Австралии, Юго-Восточной Азии, тропической Африки и Бразилии. В 1919 году он стал членом Королевского научного общества в Гётеборге. В 1922 году он стал почётным членом Британского союза орнитологов. В 1925 году Германская академия естествоиспытателей «Леопольдина» избрала его почётным членом. Между 1925 и 1942 годами он был академическим префектом морской зоологической исследовательской станции Kristineberg.
Лённберг проявлял усиленный интерес к охране природы и боролся за новые законы в области охраны шведских северных оленей и водоплавающих птиц.

## Заслуги
Лённберг впервые описал такие виды и подвиды животных, как диагональнополосый сомик, афиосемион двухполосый, финский северный олень, боливийский прыгун и реликтовая чайка. В честь Лённберга названы два вида антарктических рыб — описанная Луи Рулем в 1913 году  бородатка Лённберга (Artedidraco loennbergi) и описанный Чарльзом Тейтом Риганом в 1914 году трематом Лённберга (Trematomus loennbergii), а также описанный Грегори Мэтьюсом подвид субантарктического поморника  (Catharacta antarctica loennbergi). Отто фон Цедлиц унд Трюцшлер в 1925 году описал в честь Лённберга подвид буроголовой гаички (Poecile montanus loennbergi). В 1926 году Masauji Hachisuka назвал в честь Лённберга подвид полевого жаворонка (Alauda arvensis loennbergi).

## Труды (выборочно)
- Observations on certain Flat-fishes. Öfvers. k. Vetensk.-Akad. Förhandl. 1894: 571–588 (1894)
- Notes on fishes collected in the Cameroons by Mr. Y. Sjöstedt. Öfversigt af Kongl. Vetenskaps-Akademiens Förhandlingar 1895: 179–195 (1895)
- Linnean type-specimens of birds, reptiles, batrachians and fishes in the Zoological Museum of the R. University in Uppsala. Bihang till K. Svenska Vet.-Akad. Handlingar 22 (4), (1): 1–45 (1896)
- Beiträge zur Fauna der Bären-Insel. 2. Der Saibling der Bären-Insel. Bihang till K. Svenska Vet.-Akad. Handlingar 26 (4), (4): 1–8 (1900)
- On a collection of fishes from the Cameroon containing new species. Annals and Magazine of Natural History (7) 12: 37–46 (1903)
- On some fishes from the lakes of the Cameroon Mountain. Annals and Magazine of Natural History (7) 13: 135–139 (1904)
- Contributions to the Fauna of South Georgia (1906)
- De svenska ryggradsdjurens vetenskapliga namn. Almqvist & Wiksells boktryckeri, Uppsala & Stockholm, 159 (1908)
- Birds Collected by the Swedish Zoological Expedition to British East Africa, 1911 (1911)
- Professor J.G. Anderssons vetenskapliga arbeten i Kina. En översiktlig redogörelse Ymer 1922: 129–163 (1922) mit G. Andersson, T. G. Halle, C. Wiman
- Some new Silurids from the Congo. Annals and Magazine of Natural History (9) 10: 122–127 (1922) mit H. Rendahl
- On a New Fossil Porcupine from Honan with Some Remarks about the Development of the Hystridae. Stockholm (1924)
- Some Speculations on the Origin of the North American Ornithic Fauna (1927)
- Eine neue Art der Gattung Corydoras Arkiv för Zoologi, 22A (5): 1–6 (1930) mit H. Rendahl
- Till kännedomen om blågyltans (Labrus ossifagus L.) levnadshistoria. Fauna och Flora 1936: 145–155 (1936) mit G. Gustafson